# Sandro Puppo
Sandro Puppo (* 28. Januar 1918 in Piacenza; † 16. Oktober 1986 ebenda) war ein italienischer Fußballspieler und -trainer.

## Karriere

### Als Spieler
Puppo begann seine Karriere in seinem Heimatort bei Piacenza Calcio. Anschließend spielte er in seinem Heimatland bei Ambrosiana-Inter und dem FBC Venedig, bis er zu Piacenza Calcio zurückkehrte. Nach einem erneuten Aufenthalt in Venedig beendete er bei der AS Rom seine Spielerkarriere, in der er zweimal die Coppa Italia gewinnen konnte.

### Als Trainer
Während seiner Leihe zu Piacenza 1945 fungierte Puppo für einige Spieltage als Spielertrainer, ehe Renato Bodini den Posten als Trainer übernahm. 1952 übernahm Puppo das Traineramt der türkischen Nationalmannschaft. Mit ihr qualifizierte er sich für die Weltmeisterschaft 1954. Dort scheiterte er nach zwei Niederlagen an der deutschen Nationalmannschaft. Nach dem Ausscheiden ging er nach Spanien, um den FC Barcelona zu betreuen. Die Mannschaft um Ramón Villaverde und László Kubala führte er auf den zweiten Platz hinter Real Madrid und ins Halbfinale des Copa de S.E. El Generalísimo. Er kehrte nach einer Spielzeit nach Italien zurück und beerbte Aldo Olivieri als Trainer von Juventus Turin. Nach zwei neunten Plätzen mit der Mannschaft um Giampiero Boniperti ersetzte ihn der Klub durch Ljubiša Broćić. Puppo kehrte in den 1960er Jahren in die Türkei zurück. Dort betreute er Beşiktaş Istanbul und trainierte erneut mehrfach die türkische Nationalmannschaft.

## Erfolge
- Goldmedaille bei den Olympischen Spielen 1936
- Italienischer Meister: 1937/38
- Coppa Italia: 1938/39, 1940/41